# 戈爾德斯頓 (北卡羅萊納州)
戈爾德斯頓（英語：Goldston）是一個位於美國北卡羅萊納州查塔姆縣的城鎮。

## 人口
根據2020年美國人口普查的數據，戈爾德斯頓的面積為2.16平方千米，當中陸地面積為2.15平方千米，而水域面積為0.01平方千米。當地共有人口234人，而人口密度為每平方千米108人。